# Сирей Олександр Олександрович
Олександр Олександрович Сирей (біл. Аляксандр Сырей; 26 серпня 1988, м. Гродно, СРСР) — білоруський хокеїст, захисник. Виступає за «Могильов» у Білоруській Екстралізі.
Виступав за команди: ХК «Гомель-2», ХК «Гомель», ХК «Брест», «Німан» (Гродно), «Шахтар» (Солігорськ), ХК «Могильов», «Юність» (Мінськ), «Єрмак» (Ангарськ).
У складі молодіжної збірної Білорусі учасник чемпіонату світу 2007. У складі юніорської збірної Білорусі учасник чемпіонатів світу 2004, 2005 (дивізіон I) і 2006.
Досягнення
- Срібний призер чемпіонату Білорусі (2010).